# Route départementale 114 (Morbihan)
Pour les articles homonymes, voir Route départementale 114.
La route départementale 114 ou appelée aussi RD 114 est une route départementale du département du Morbihan. Elle relie la limite de la Loire-Atlantique jusqu'à Allaire. La départementale 114 continue en Loire-Atlantique en RD 402 (Missillac).

## Tracé
- Saint-Dolay
- Théhillac
- Rieux
- Saint-Jean-la-Poterie
- Allaire